# Kyle Cassidy

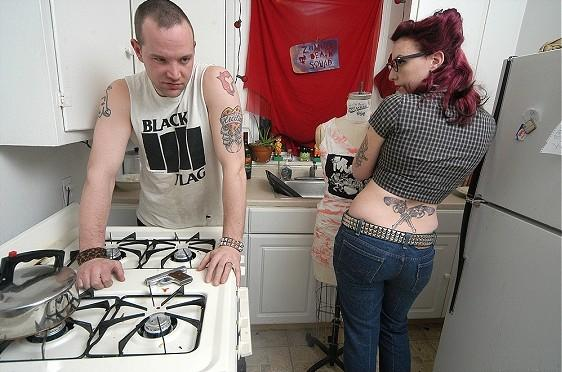
Ozbrojená Amerika: Portréty vlastníků zbraní ve svých domovech

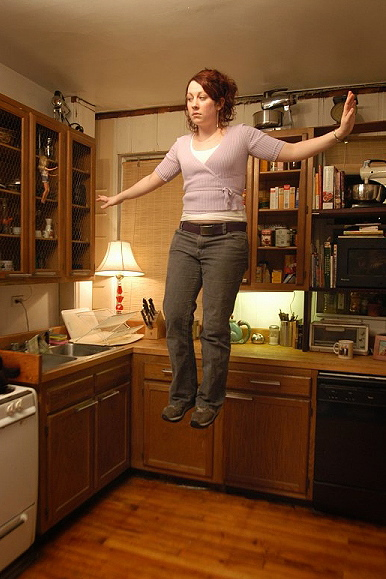
Odmítnuto Zemí (Repulsed by the Earth), 2002

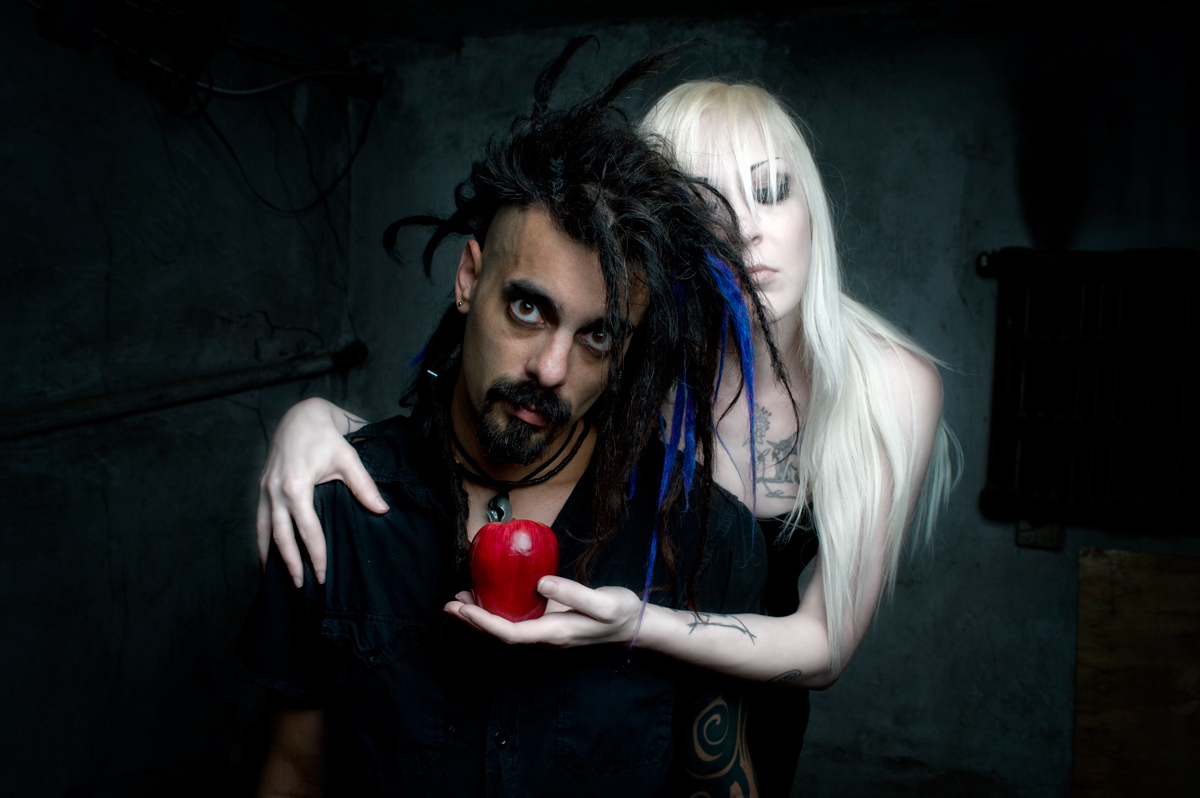
Kyle Cassidy: Skupina Ego Likeness

Kyle Cassidy (* 31. října 1966 Woodbury, New Jersey) je americký fotograf a filmař, který bydlí a tvoří v Západní Filadelfii. Je držitelem titulu BA z angličtiny z Rowan University a je také držitelem MCSE. Jeho poslední knihou je Ozbrojená Amerika: Portréty vlastníků zbraní ve svých domovech (Armed America: Portraits of Gun Owners in Their Homes). Často přednáší na téma umění, kultura, vizuální představivost, virtuální komunita, marketing a technologie.

## Fotografie
Cassidy je považován za průkopníka fotografického blogu se svým projektem Photo-a-Week, který začal fungovat od 1. ledna 2000. S příchodem digitální fotografie a softwaru pro blogování byl projekt čím dál více častěji fotografy navštěvován. V roce 2008 jej navštívilo přibližně 20 000 diváků denně. V roce 2007 se o něm zmínil magazín Washington Post.
Jeho fotografované subjekty se vyznačují tím, že je podléhají bohaté fantazii autora a jeho zřetelnému smyslu pro humor. Neuplatňuje přírodní zákony, lidé a objekty nechává často levitovat ve vzduchu, jsou jim společné rozmar, téma neprůkaznosti nebo kryptozoologie.
"Myslím, že svět na mých fotografiích je v mnoha směrech mnohem tmavší než v reálném světě, že lidé se izolují do sebe, ale je to také o hodně zábavnější. Můj svět je zlomyslný, ale vtipný, na rozdíl od reálného světa, který je zlomyslný a neúprosný..." řekl v roce 2004 v rozhovoru s A.D. Amorosim v říjnovém čísle Art Matters. Jeho obrazy se často zabývají "pravdou" a "fikcí". Toto téma vyvrcholilo v červenci 2006 v "Lies" show v galerii Sol ve Philadelphii. „Fotografie“, řekl ve svém prohlášení během show, „je stejně o lži jako o pravdě“.
Jeho práce s bezdomovci a sirotky předznamenala jeho zájem o americké vlastníky zbraní v roce 2004, který vedl ke kritikou oslavované knize Ozbrojená Amerika: Portréty vlastníků zbraní ve svých domovech, která poskytla jedinečný pohled do života a kultury pro mnohé čtenáře tajemné a pro ostatní běžné. Kniha byla jmenována jednou z deseti nejlepších knih o umění roku 2007 společností Amazon.

## Pozadí
Cassidy dokumentoval americkou kulturu více než dvacet let. Fotografoval příslušníky gotického hnutí, punkery, fanoušky stylu modifikace těla cutter, politiky, členy metalové subkultury, dominy, autory nebo učence. V posledních letech se za svými projekty vydal do Rumunska, kde zachytil život bezdomovců, sirotky žijící v kanalizaci a do Egypta, kde fotografoval reportáž o současných archeologických výzkumech.

## Publikovaná díla
Mezi jeho publikace patří několik knih na téma informační technologie, pravidelně přispívá jako editor do časopisu Videomaker Magazine. Jeho práce se objevily v New York Times, Barron's Magazine, Photographers Forum, Asleep by Dawn, Gothic Beauty a mnoha dalších.
- PALMER, Amanda, Neil Gaiman, Kyle Cassidy, Beth Hommel. Who Killed Amanda Palmer: A Collection of Photographic Evidence. New York, NY: Eight Foot Books, 2009. ISBN 0615234399.
- CASSIDY, Kyle. Armed America: Portraits of Gun Owners in Their Homes. [s.l.]: Krause Publications, 2007. ISBN 0896895432.
- CASSIDY, Kyle. Introduction to Windows 2000 Network Administration. [s.l.]: Que Publishing, 2001. ISBN 0789724197.
- CASSIDY, Kyle, Dries, Joseph Francis III. The Concise Guide to Enterprise Internetworking and Security. [s.l.]: Que Publishing, 2000. ISBN 978-0789724205.
- CASSIDY, Kyle. Stickman's Way Cool Guide to Network Wizardry. Glassboro, NJ: Rowan College Academic Computing Press, 1994.
- CASSIDY, Kyle. SATURN: A Beginners Guide To Using the Internet. Glassboro, NJ: Rowan College Academic Computing Press, 1994.

## Galerie

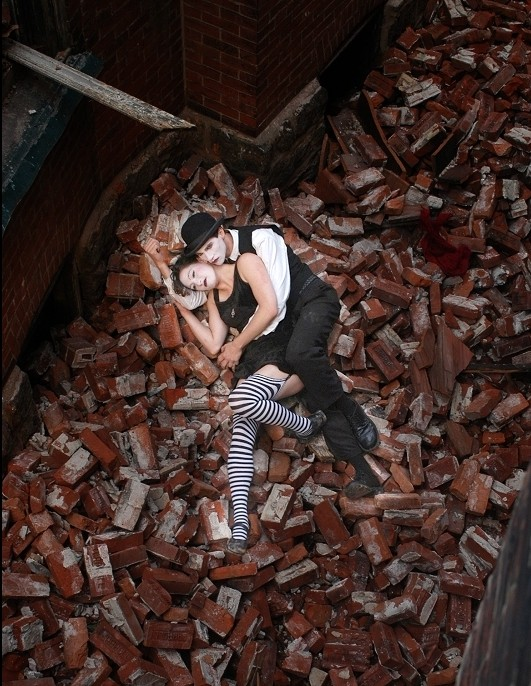
The Dresden Dolls, dvoučlenná hudební skupina, 2002
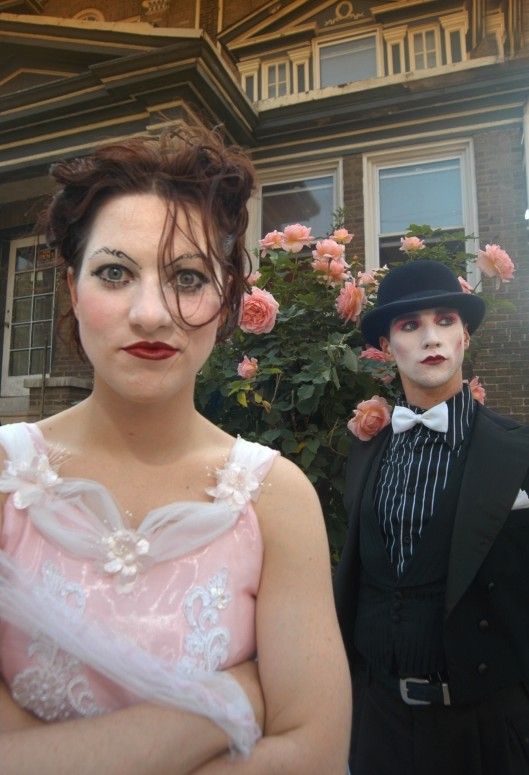
The Dresden Dolls 2
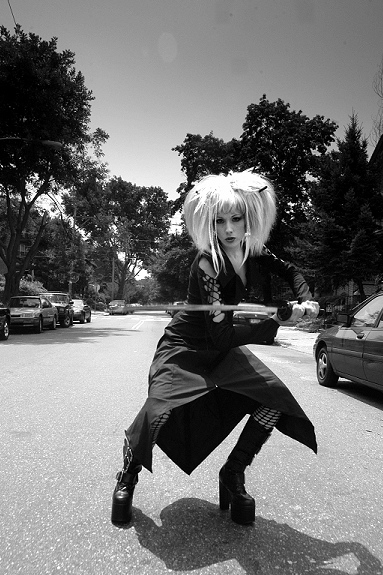
Goth kabuki chick, příslušnice gotického hnutí
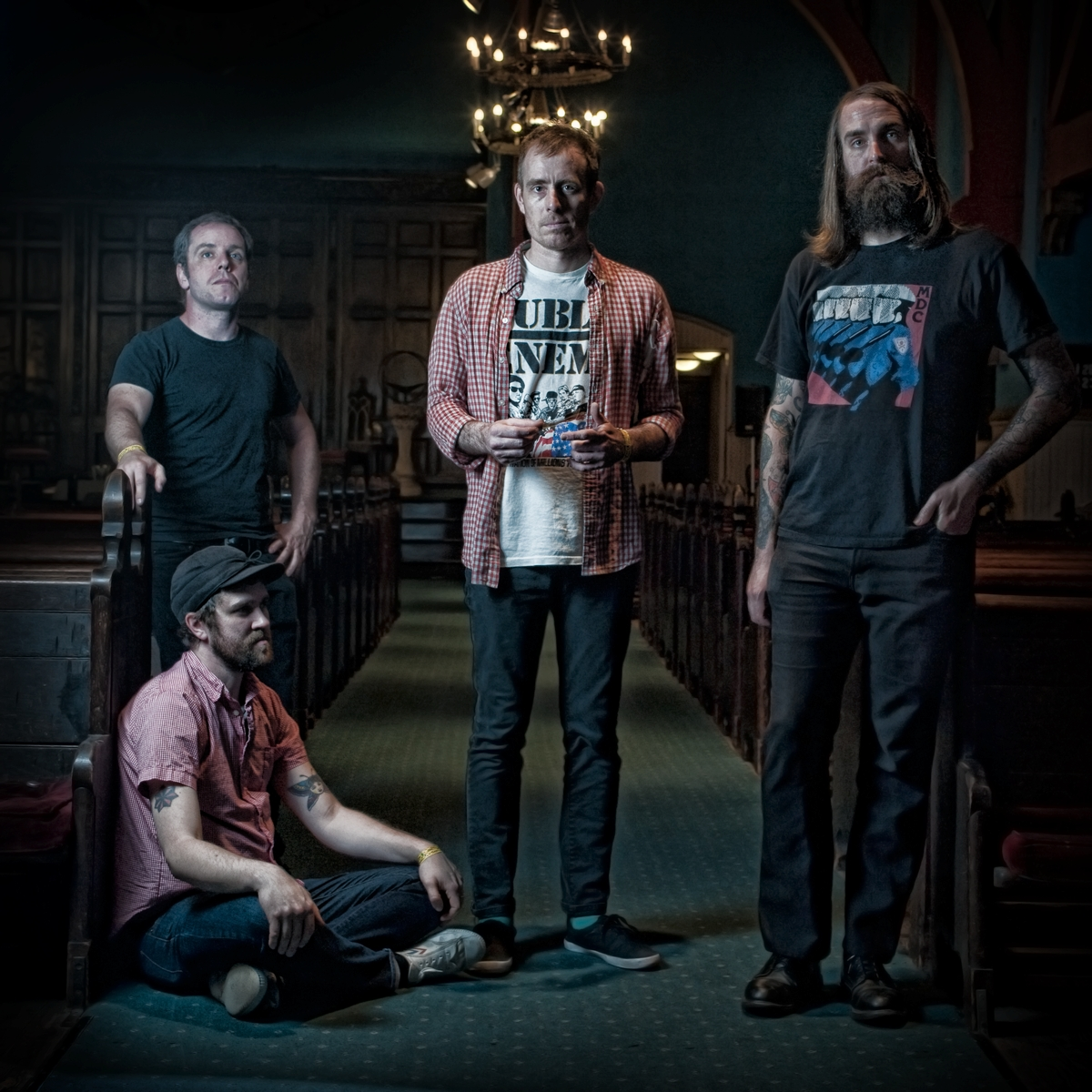
Ted Leo a Pharmacists
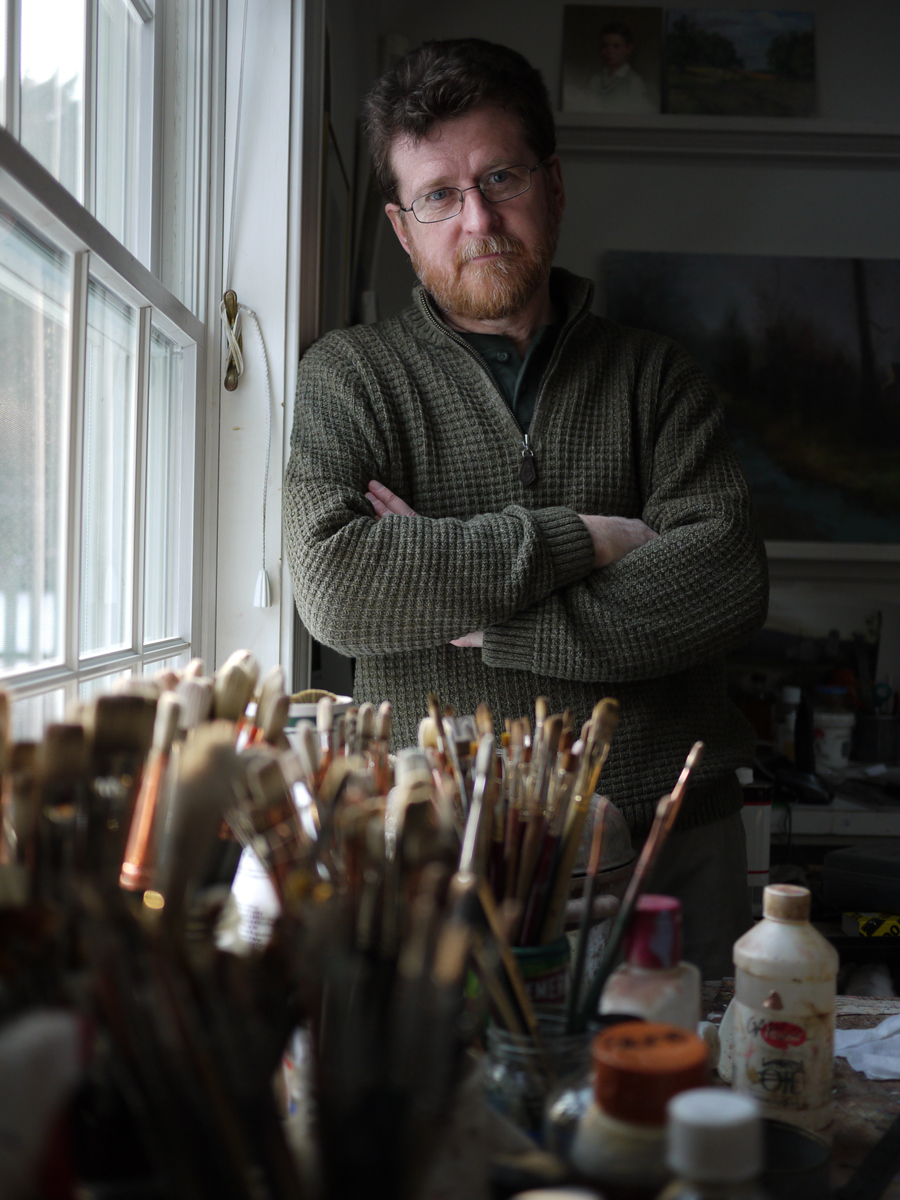
John Ennis
Evelyn Evelyn
Black Tape for a Blue Girl; zleva: Nicki Jaine, Athan Maroulis a Sam Rosenthal
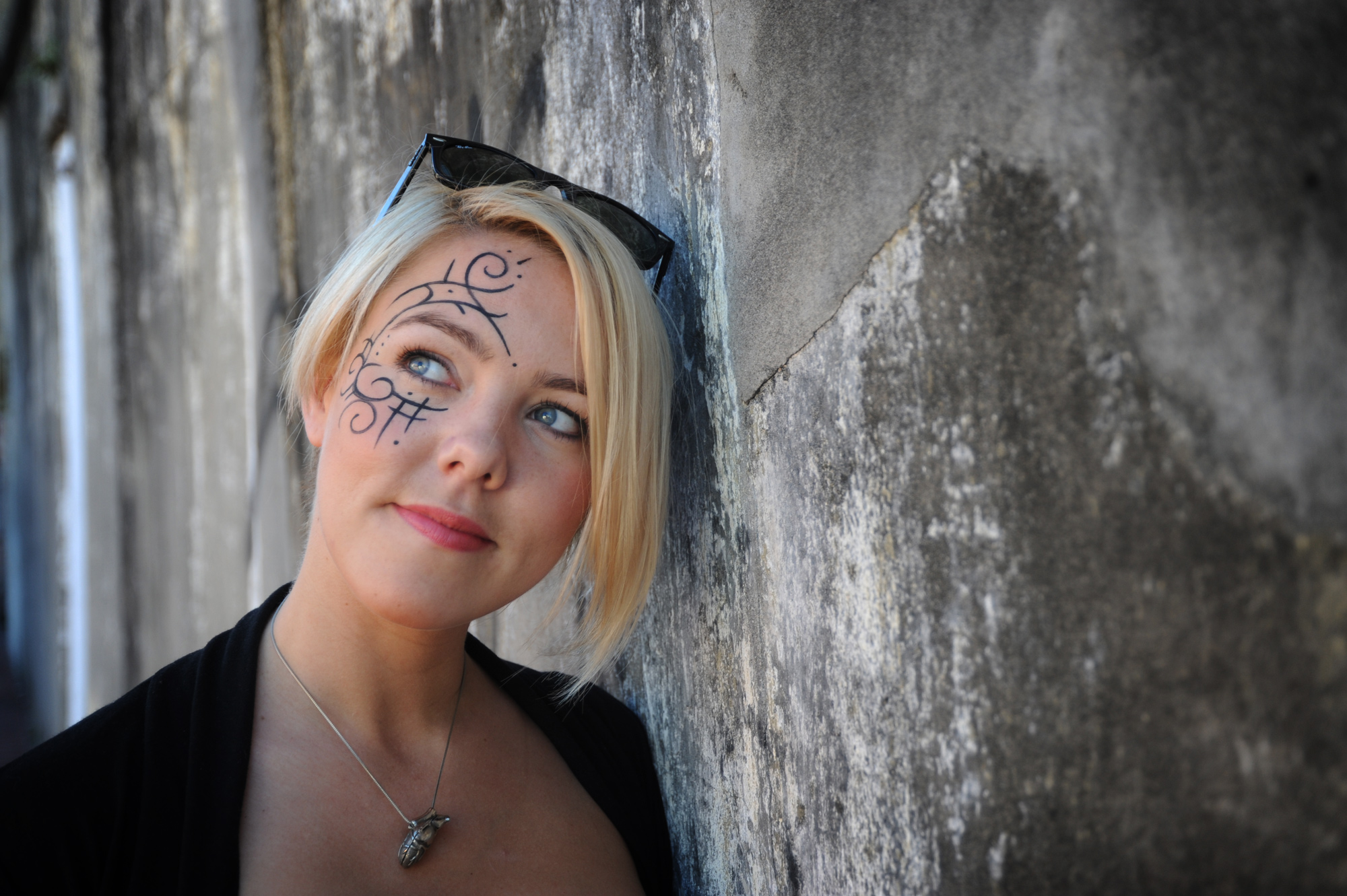
Hera Hjartardóttir
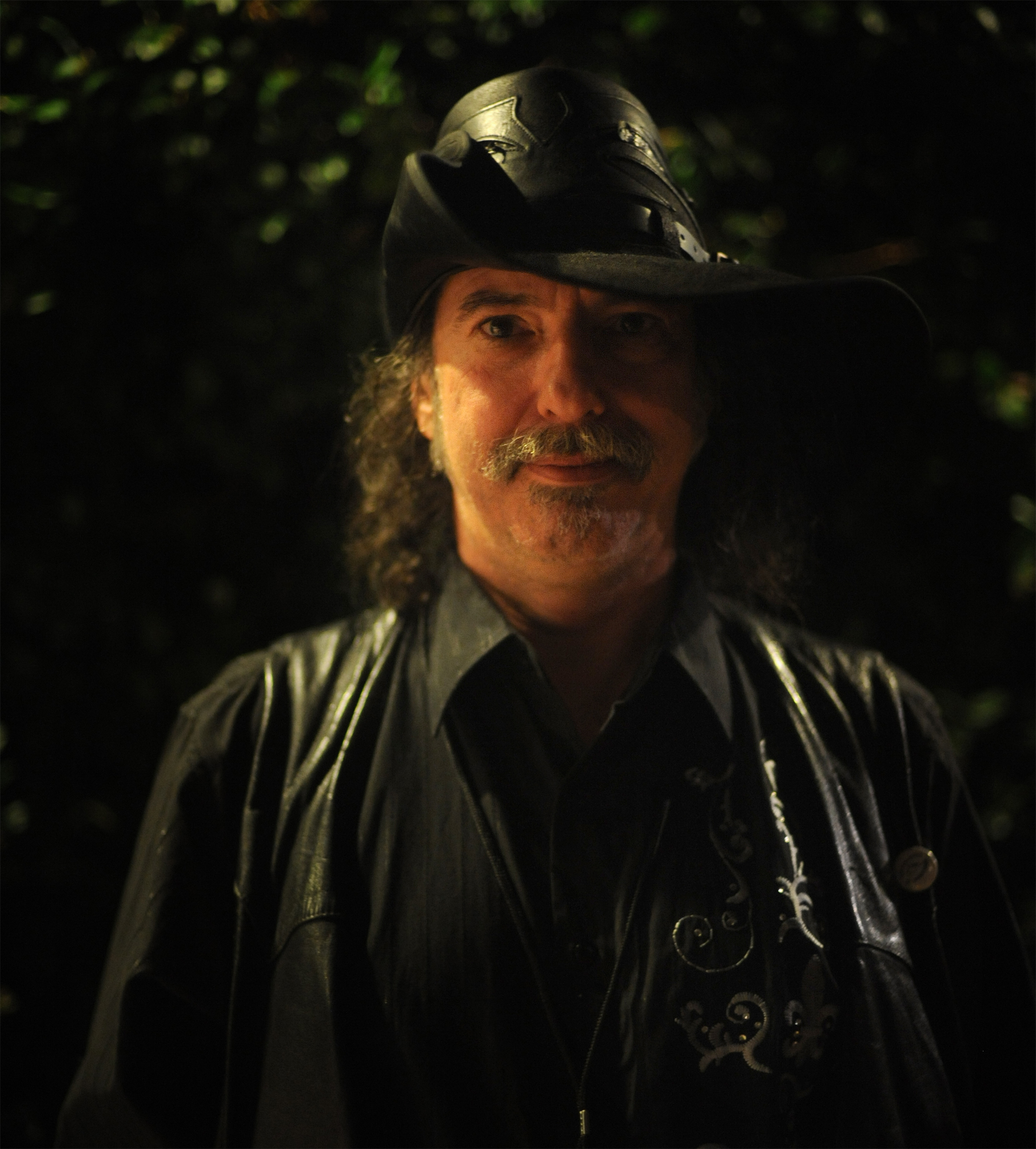
Steven Brust
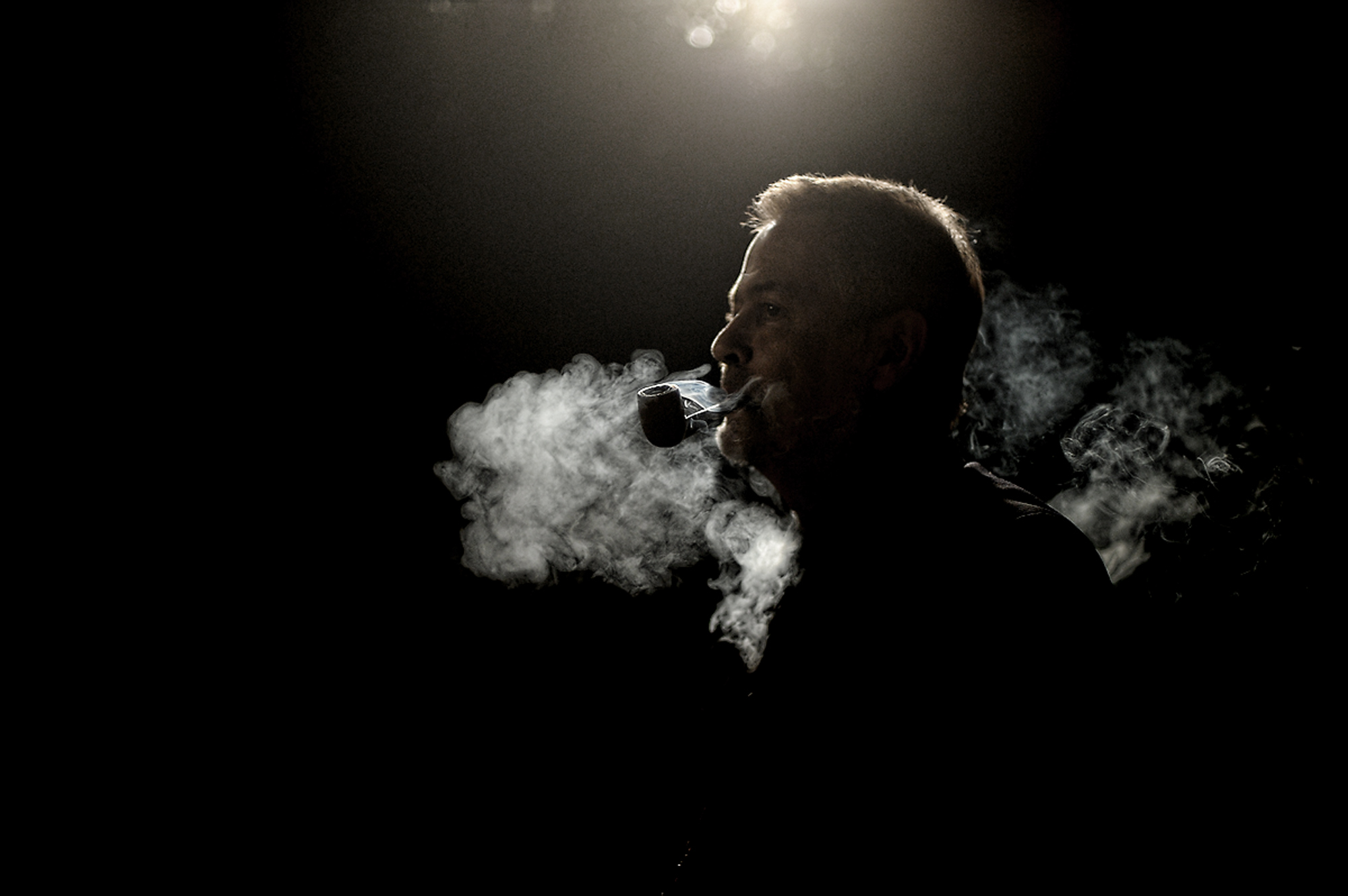
Gary K. Wolfe